# 葛鏞
葛鏞（1444年—？），字文振，直隸蘇州府嘉定縣人，民籍，明朝政治人物。

## 生平
成化四年（1468年）戊子科應天府鄉試第二十七名舉人。成化十七年（1481年）中式辛丑科會試第七十六名，三甲第一百五十名進士。

## 家族
曾祖葛茂；祖父葛名，恩例冠帶；父葛璠，母馬氏。重庆下。